# Castellarano
Castellarano is een gemeente in de Italiaanse provincie Reggio Emilia (regio Emilia-Romagna) en telt 13.407 inwoners (31-12-2004). De oppervlakte bedraagt 57,5 km², de bevolkingsdichtheid is 204 inwoners per km².
De volgende frazioni maken deel uit van de gemeente: Ca' de Grimaldi, Ca' de Ravazzini, Cadiroggio, Case Ferri, Castello La Croce, Farneto di Sotto, Le Ville, Montebabbio, Pradivia, Roteglia, Scuole, Telarolo.

## Demografie
Castellarano telt ongeveer 4377 huishoudens. Het aantal inwoners steeg in de periode 1991-2001 met 32,4% volgens cijfers uit de tienjaarlijkse volkstellingen van ISTAT.
| Jaar | Inwoneraantal |
| ---- | ------------- |
| 1991 | 8894          |
| 2001 | 11.774        |

## Geografie
De gemeente ligt op ongeveer 149 m boven zeeniveau.
Castellarano grenst aan de volgende gemeenten: Baiso, Casalgrande, Prignano sulla Secchia (MO), Sassuolo (MO), Scandiano, Viano.